# Лука Турк
Лука Турк (словен. Luka Turk, 9 вересня 1986) — словенський плавець. Турк Кваліфікувався на літні Олімпійські ігри 2008 на дистанції 400 метрів вільним стилем, але знявся зі змагань через травму коліна.